# بحيرة موتاندا
بحيرة موتاندا هي بحيرة مياه عذبة في أوغندا.

## الموقع
توجد بحيرة موتاندا في مقاطعة كيسورو في جنوب غرب أوغندا. وبالتحديد على بعد 20 كيلومتر (12 ميل) شمال مدينة كيسورو، حيث يوجد مقر المقاطعة. هذا الموقع يبعد حوالي 454 كيلومتر (282 ميل) عن الطريق البري، المؤدي إلى جنوب غرب كمبالا، عاصمة أوغندا، وأكبر مدنها.

## نظرة عامة
تقع بحيره موتاندا على سفوح جبال فيرونجا على ارتفاع 1800 متر (5900 قدم). وتستطيع رؤية البراكين الثلاثة الموجودة في أوغندا وهم:
جبال مهابورا، جبال سايبنو، جبال كيانخا. 
ويوجد العديد من الجزر في البحيرة. ويتم تغذية البحيرة من نهر روتشورو.

## النباتات والحيوانات
وبسبب البيئة البحيرة فإن هذة الجزر تتسع لمجموعة متنوعة من الأنواع الحيوانية والنباتية. مثل طائر الرفراف وأبو منجل. وتعتبر أيضا موطنا للغوريلا الجبلية المهددة بالانقراض. 

وتعتبر أيضا موطنا للثعابين، الحرباء، الورل، والضفادع.

وكانت تعتبر موطنا لأفراس النهر، ولكن لم يتم رؤية أي فرس نهر في أنحاء البحيرة منذ عام 1994.